# Purjesz Imre
Purjesz Imre (Szentes, 1887. október 1. – Budapest, Terézváros, 1927. augusztus 13.) magyar jogász, újságíró, lapszerkesztő. Purjesz Béla orvos testvére.

## Élete
Purjesz Móric kereskedő és Goldmann Cecília fia. Jogi tanulmányainak befejezése után a szentesi árvaszék ülnöke lett, majd Budapesten a közélelmezési minisztérium osztálytanácsosaként dolgozott. 1920-ban a Földhitelbankhoz került. Unokabátyjának, Purjesz Lajosnak felkérésére – aki a Világ felelős szerkesztője volt – közgazdasági vonatkozású cikkeket írt a Világba és a lap munkatársa lett. Rövid ideig a Századunk című lap társszerkesztője volt. 1925-ben, unokabátyja halála után a Világ főszerkesztőjeként dolgozott annak betiltásáig. 1927. augusztus 13-án Andrássy úti albérletében főbe lőtte magát.
Felesége László Veronika (1896–1944) volt.